# Chiesa di Sant'Andrea a Camoggiano
La chiesa di Sant'Andrea a Camoggiano si trova nel comune di Barberino di Mugello.

## Storia e descrizione

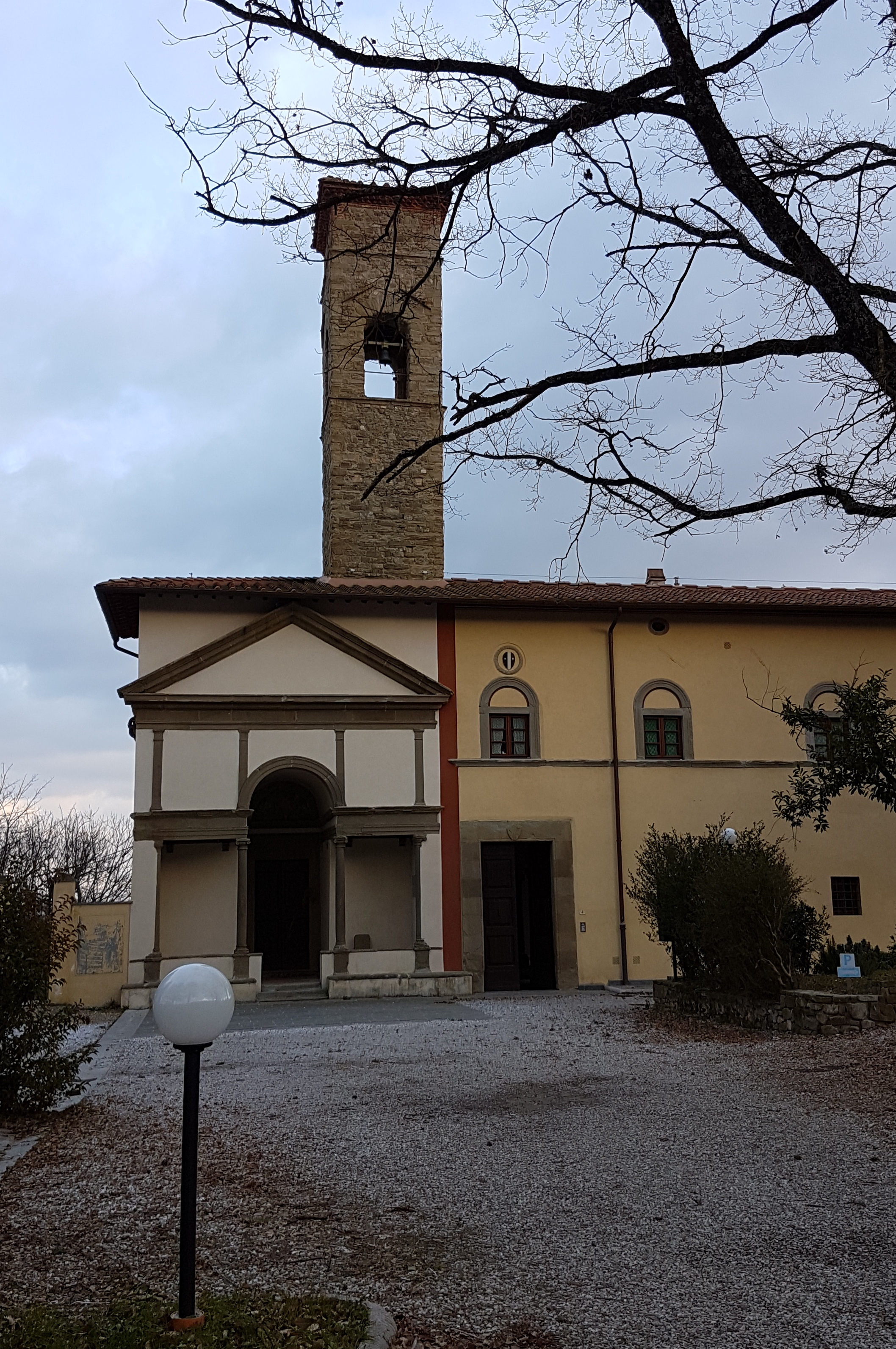

Risalente alla seconda metà del XV secolo, l'edificio rivela un'elevata qualità architettonica, soprattutto nella facciata a loggetta, realizzata in pietra serena e intonaco bianco, con evidenti richiami al prospetto della cappella Pazzi a Firenze. La lunetta sopra il portale conserva un affresco con Cristo in pietà attribuito a Bartolomeo di Giovanni. Degna di nota anche il fonte battesimale a pianta esagonale presente all'interno dell'edificio, commissionato dal priore Pandolfo Cattani nel 1505 e decorato in terracotta vetriata bianca e oro con le Storie di san Giovanni Battista.
Adiacente alla chiesa è il quattrocentesco Palazzo Cattani, che presenta un bel portale in pietra e, al primo piano, cinque finestre centinate, la prima delle quali è sormontata dallo stemma dei Cattani da Barberino, patroni della chiesa. All'interno, elegante chiostro di tipo michelozziano con affreschi attribuiti a Bartolomeo di Giovanni.